# Колга (Гар'юмаа)
Колга (ест. Kolga) — селище на півночі Естонії.

## Географія
Селище розташоване у волості Куусалу повіту Гар'юмаа. Воно має населення 490 осіб (станом на 1 січня 2010 року).

## Історія

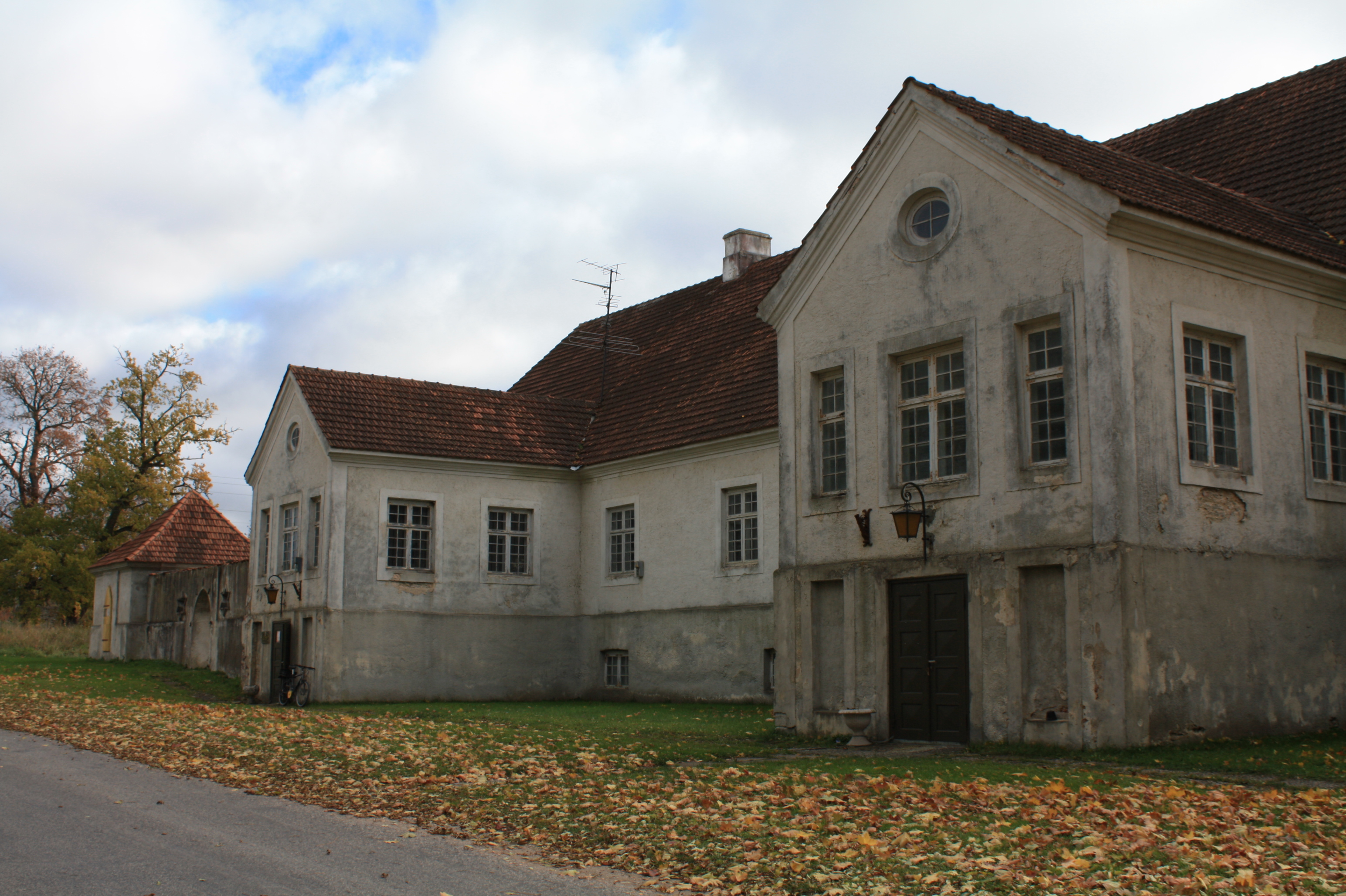
Будинок керуючого мизи

У 1230 році данський король віддав землі навкруги Колги монастирю Sancta Maria de Guvnalia in Roma, що знаходиться на острові Готланд. Цілком імовірно, незабаром після цього було зведено мизу Колга як центр володінь, і згадується вона вже в 1298 р.
 Середньовічна миза була вибудувана як кам'яна фортеця, яку охороняла округла гарматна вежа. Фортеця була перетворена на руїни під час  Лівонської війни і мабуть остаточно зруйнована при будівництві садибного комплексу в XVII столітті.
В 1581 році шведський король Юхан III подарував Колгу і прилеглі території знаменитому  шведському  полководцю  Понтусу Делагарду.
В 1658 році миза по споріднених зв'язках перейшла у володіння відомої  дворянської родини Стенбоків. Центр садиби належав Стенбокам до 1940 року, коли маєток  націоналізували.
В 1642 році було побудовано перший кам'яний будинок мизи, який, мабуть, був одноповерховим. У 1758—1768 роках його було перебудовано в двоповерхову барокову будівлю.
В 1820-тих роках будівля зазнала істотної перебудови і набула вигляду палацу в стилі класицизму, який зберігся до наших днів.
До фасаду будівлі додали триповерхові центральну та бокові частини. Центральну частину прикрашає висока колонада з шістьма колонами. Бічні частини прикрашені  арочними  венеціанськими вікнами.